# Distrito fitogeográfico pampeano occidental

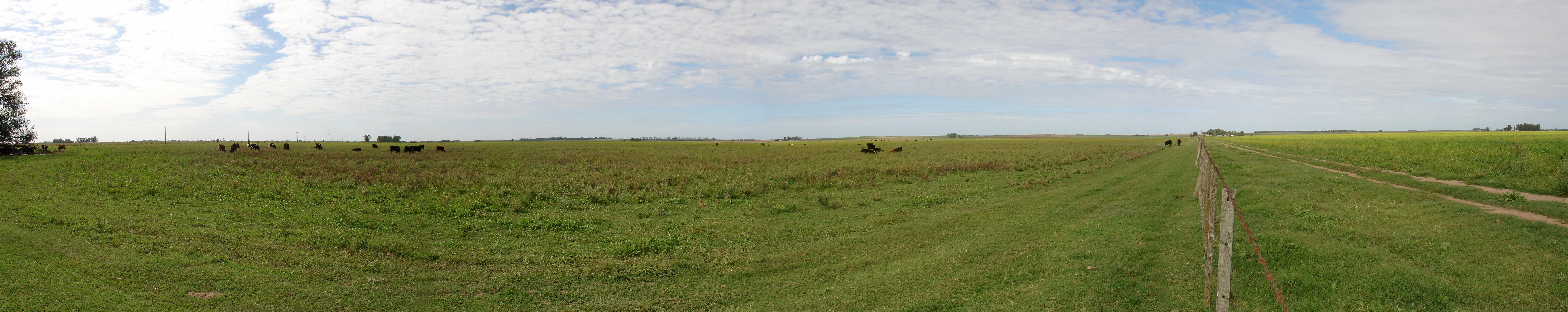
Panorámica del pastizal presente en las cercanías de Winifreda, departamento Conhelo, La Pampa, Argentina.

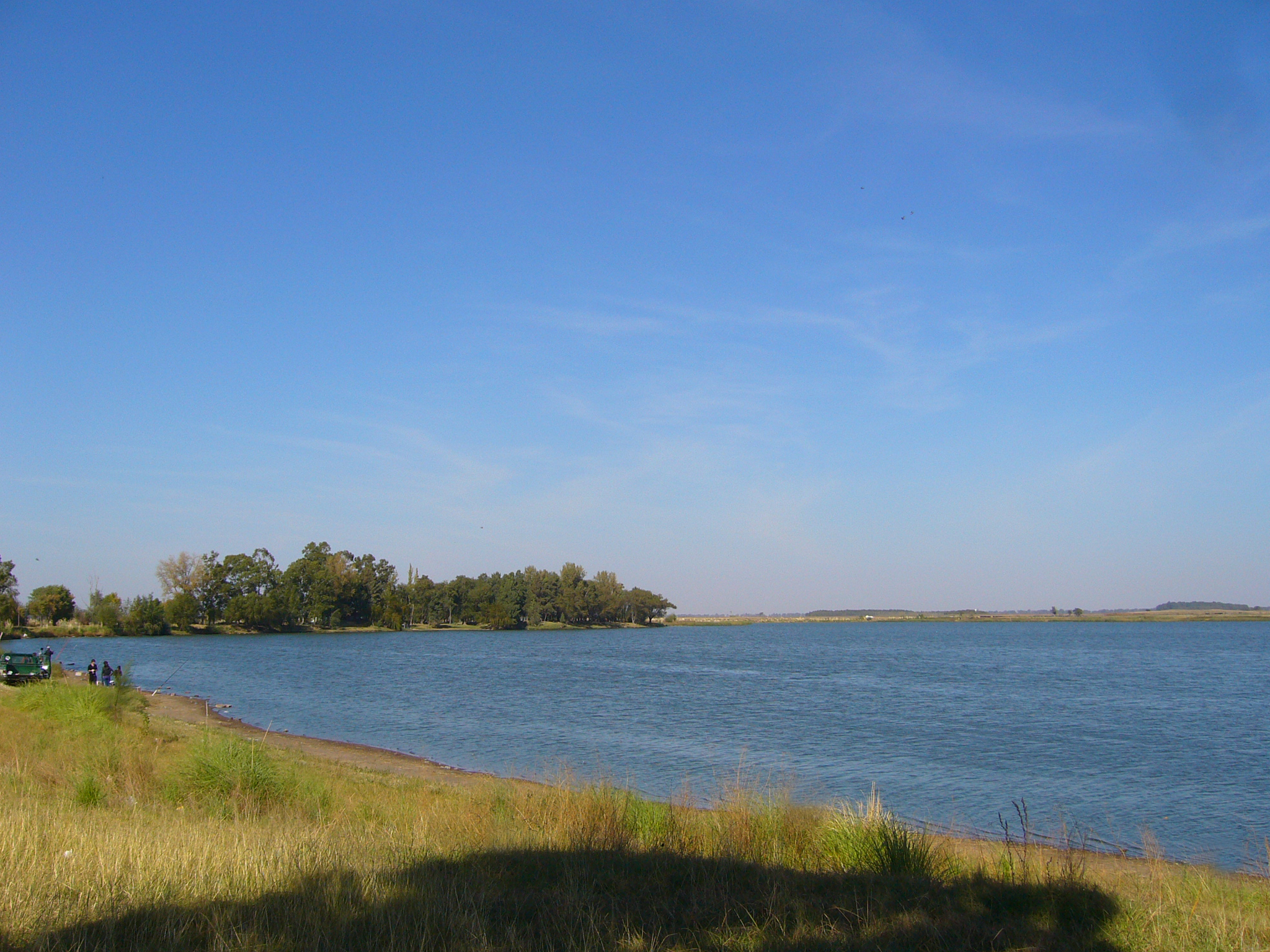
Laguna La Arocena, en las cercanías de General Pico, rodeada por vegetación característica distrito fitogeográfico pampeano occidental.

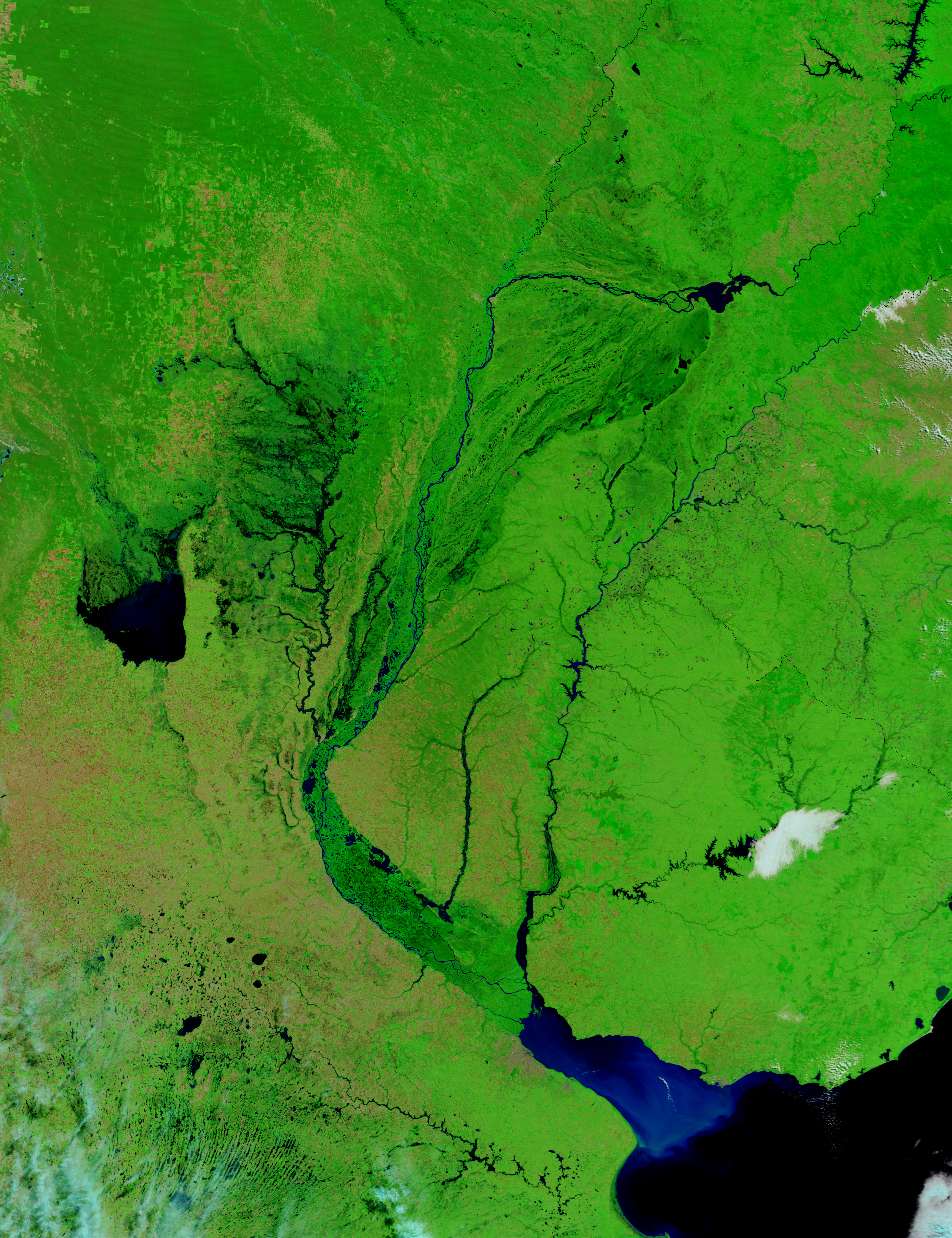
El sector sudoeste de esta imagen satelital muestra buena parte de este distrito fitogeográfico.

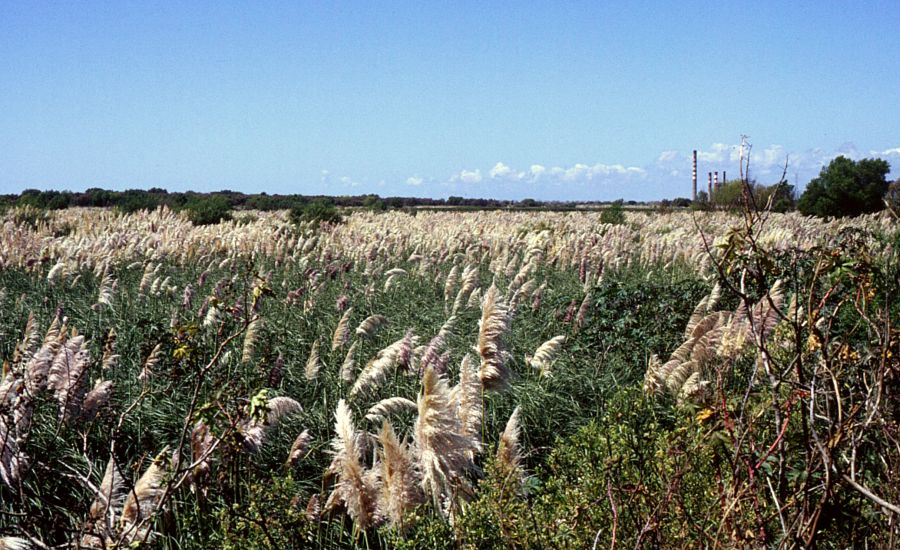
Cortaderia selloana en la Reserva Ecológica Costanera Sur. Esta es una gramínea característica de esta formación.

El distrito fitogeográfico pampeano occidental es uno de los distritos fitogeográficos en que se divide la provincia fitogeográfica pampeana. Se extiende por las llanuras del centro de la Argentina. Incluye formaciones de estepas y praderas, en su mayor parte salpicadas de lagunas, y bañados.

## Sinonimia
Es también llamada Pampa interior, Pampa medanosa; y en el contexto de la Provincia Fitogeográfica: Formación de las Pampas, Formación de la Pampa, Pradera Pampeana, Pastizal Pampeano, Estepa Pampeana, Pampa, Plana Bonariense, Provincia Bonariense, 

## Distribución
Este distrito fitogeográfico comprende llanuras del centro de la Argentina. Se distribuye en las provincias de: Córdoba —en el sur y sudeste—; este y sur de San Luis; el noreste y sectores del centro de La Pampa; y amplios sectores del oeste del interior de la Provincia de Buenos Aires. Posiblemente también el extremo sudoeste de Santa Fe.
La altitud va desde los 70 m s. n. m. en el este hasta los 500 m s. n. m. en el oeste.

## Afinidades florísticas
El sector noreste de este distrito fitogeográfico guarda estrecha relación con el distrito fitogeográfico pampeano uruguayense, mientras que los campos bajos del sector este lo hacen con el distrito fitogeográfico pampeano oriental; con ellos se funde ecotonalmente. Los tres distritos corresponden a la misma provincia fitogeográfica: la pampeana. Las lomas arenosas, en especial en las posiciones occidentales, repiten elementos del distrito fitogeográfico del caldén de la provincia fitogeográfica del espinal. Otros taxones muestran una raigambre patagónica o andina. 
Al ser su constitución de origen reciente, sobre el distrito han avanzado elementos de las regiones vecinas, amalgamándose en un campo propicio para su expansión, lo que generó una diversificación en muchos géneros, aunque carece de endemismos de importancia.

## Características
Este distrito fitogeográfico se caracteriza por presentar una total ausencia de especies arbóreas sobre suelos areno-loesoides a arenosos. La comunidad climáxica es la estepa o pseudoestepa de gramíneas, de una altura de alrededor de 60 a 100 cm y 1 m de diámetro, la cual se ve modificada principalmente en función de las variaciones del suelo y clima, especialmente la disminución de las precipitaciones de este a oeste. Estas mata ocupan de 25 a 50 % del suelo, mientras que el resto es cubierto por otras especies herbáceas o frutescentes, cubriendo la vegetación un total del 60 a 80 % de la superficie. 
Posee dos descansos anuales, uno en el invierno y otro en el estío. En cada una de las estaciones desfavorables, la parte aérea se seca, pero las matas mantienen renuevos en sus bases, listas para volver a recomponer la estructura perdida cuando las condiciones sean favorables. Si el invierno no fue crudo, la vegetación funciona como sabana, con sólo un descanso, estival. Si los veranos son lluviosos, la vegetación funciona como pradera, con sólo un descanso, invernal.
Las poáceas son acompañadas otras herbáceas y, en algunos sectores, por sufrútices o pequeños arbustos. Dominan los hemicriptófitos cespitosos. Exceptuando en ingresiones floristicas y la franja ecotonal en el oeste, faltan las leñosas y algunas familias características de América del Sur, por ejemplo las bromeliáceas y las cactáceas. La mayor parte de los componentes tienen características de xerofilia, la que es más frecuente y acentuada hacia el oeste. 
Cambios no climáxicos generan penetraciones de vegetación no pampeana, en especial en las barrancas y en los cordones dunícolas. 
Dada la fertilidad del terreno, la mayor parte de la superficie de este distrito fitogeográfico ha sido históricamente alterada en forma intensiva, especialmente por la agricultura, y la ganadería. Son muy escasos los sectores no afectados y que mantienen aún su vegetación prístina, generalmente junto a vías férreas o caminos, por lo que la real composición de la vegetación en muchas áreas sólo fue posible definirla con cierto grado de conjetura, siendo imposible aseguran que aún en los relictos se observe fielmente la vegetación pampeana original. Los sectores agropecuariamente más marginales, por ejemplo por contar con suelos de inferior calidad por ser muy arenosos o inundables, junto a los del oeste por ser los de menores precipitaciones, han sido comparativamente menos modificados.

## Suelos
El origen de los suelos de este Distrito fitogeográfico es el rellenado eólico de una gran fosa de hundimiento tectónico.
Los suelos de las lomas del este en general muestran poca diferenciación de horizontes, con horizontes subsuperficiales arcillosos, y superficiales areno-loesoides, neutros, débilmente estructurados, profundos, bastante fértiles, con buenos contenidos de materia orgánica y nutrientes, con arenas y algo de limos y arcillas típicos del loess pampeano; los mejores son clasificados en el orden de los molisoles —suborden ustoles—, poseyendo adecuada aptitud agrícola lo que ha motivado su aprovechamiento, perdiéndose con ello el conjunto florístico original casi por completo.
Hacia el oeste y suroeste, cada vez la gradación granulométrica es mayor, y las texturas arenosas aumentan su proporción, e incluso se hacen presentes frecuentes médanos fósiles y hasta vivos, con suelos clasificados en el orden de los entisoles. Poseen limitaciones también por su menor capacidad de retención de agua en los perfiles próximos a la superficie, aunque suelen contar con napas de excelente calidad y volumen. En algunos sectores hacia el oeste, bajo una delgada capa fértil, existe una gruesa capa de tosca o calcáreo. 
En algunas partes con relieves muy planos o de drenajes pobres, se presentan sistemas de lagunas así como depresiones sujetas a inundaciones periódicas. En los sectores deprimidos los suelos son estratigráficamente mejor definidos. Se presentan amplias zonas afectadas por procesos de hidromorfismo, con presencia de salinización y sodicidad subsuperficial.

## Relieve
El relieve es plano o levemente ondulado en el oeste. El viento ha sido el principal modelador en este distrito, así se han formado numerosas cubetas de deflación que constituyen en la actualidad cuencas cerradas ocupadas por lagunas o pantanos permanentes o temporarios, de aguas dulces o más frecuentemente salobres, los que se suman a los generados por los cordones medanosos que entrecortan los drenajes, esta última, la existencia de grandes cuencas arreicas con una red de drenaje poco definida, es una característica de este distrito. 

## Clima
El clima más característico es el Pampeano, templado cálido y subhúmedo en el este, y semiárido en el sudoeste.
El tipo climático es, mayormente, Pampeano típico; en el oeste se presenta una franja del tipo climático Pampeano semiárido. Las temperaturas medias anuales varían de 15 °C en el sudoeste a cerca de 17 °C en el noreste.
Las precipitaciones se encuentran distribuidas durante todo el año, aunque son más intensas en las estaciones transicionales, siendo en general insuficientes durante el verano y escasas en el invierno. Disminuyen desde los 950 mm en el nordeste y este hasta los 500 mm anuales aproximadamente en el sudoeste. 
Las heladas invernales se presentan en toda la región. La nieve es rara en el noreste, y más habitual en el sudoeste.

## Especies principales
La comunidad climáxica de este distrito es la estepa o pseudoestepa de gramíneas, denominada localmente: flechillar. Los principales taxones de Poáceas son: Stipa trichotoma, Stipa latissimifolia, Stipa tenuissima, Stipa poeppigiana, Stipa filiculmis, el ajo macho o tupe (Panicum urvilleanum), Poa ligularis, etc. También se presentan: Stipa neesiana, Stipa ichu, Setaria vaginata, Setaria geniculata, Eragrostis lugens, Piptochaetium napostaense, Panicum bergii, Cenchrus pauciflorus, Andropogon ternatus, Andropogon consanguineus, Bromus brevis, Bromus auleticus, Aristida oligantha, Digitaria sellowii, Bothriochloa saccharoides, Elionurus muticus, Elionurus muticus, etc. En los pastizales occidentales todavía sobreviven relictos de una especie emblemática de los pastizales semiáridos: Sorghastrum pelitum. 
Entre las nogramíneas acompañantes encontramos: Glandularia peruviana, Eryngium paniculatum, Bromus auleticus, Bromus brevis, Alchemilla parodii, Oenothera longiflora, Lathyrus subulatus, Lathyrus pubescens, Stuckertiella peregrina, Hypochoeris pampasica, Senecio ceratophylloides, Conyza bonariensis, Vicia selloi, Pfaffia lanata, Plantago patagonica, etc.
Entre los caméfitos, sufrutices, y arbustos destacan: el té pampa (Thelesperma megapotamicum), el mio-mio o romerillo (Baccharis coridifolia), la yerba de la oveja (Baccharis ulicina), la carqueja (Baccharis crispa), la carquejilla (Baccharis articulata), la brusquilla (Discaria longispina), etc. Hacia el oeste, un arbolito: el chañar (Geoffroea decorticans), invade los pastizales nativos afectados por el mal manejo.
También se presentan comunidades edáficas o serales propias.

### Estepas sammófilas
En sectores donde el suelo está compuesto mayormente por arena, en médanos semivivos o vivos, se presenta una estepa donde la especie principal es el ajo macho o tupe (Panicum urvilleanum). 
En sectores donde el suelo está compuesto mayormente por arena, en médanos fijos o fósiles, se presenta una estepa donde las especies principales son: Chloris retusa, Bromus brevis, Poa lanuginosa, Poa ligularis, el ajo macho o tupe (Panicum urvilleanum), Elionurus muticus, varias Stipa, el olivillo (Hyalis argentea), la cortadera (Cortaderia selloana) —en las depresiones interdunícolas, acompañada por la carda (Eryngium paniculatum)—, etc.

### Estepas halófitas
Se presentan en sectores deprimidos, afectados por procesos de hidromorfismo con presencia de salinización y sodicidad subsuperficial. Las especies principales son: Atriplex undulata, Suaeda patagonica, Ambrosia tenuifolia, Sesuvium portulacastrum, Salicornia perennis , Sporobolus pyramidatus, Hordeum pusillum, Diplachne uninervia, los pelo de chancho (Distichlis spicata y Distichlis scoparia), Cressa truxillensis, etc.

## Subdistritos fitogeográficos
Con algunas dificultades causadas por la destrucción de la vegetación prístina, a este Distrito fitogeográfico es posible subdividirlo en varios Subdistritos fitogeográficos:
Pampa AltaEstá ubicada cerca del pedemonte de las serranías de Córdoba y de San Luis; su altitud va aumentando progresivamente hacia el oeste y noroeste. Forma un ecotono con las abras de los bosques de la provincia fitogeográfica del espinal.
Pampa SecaComo una lengua ocupa un sector del sudoeste de San Luis, penetrando hacia el sur en el centro-norte de la provincia de La Pampa, estando antaño separada de la siguiente por bosques del distrito fitogeográfico del caldén, muchos de estos ya destruidos.
Pampa MedanosaOcupa el centro del distrito. Es más húmeda que la anterior pero más seca que la siguiente. Se ubica en el norte de La Pampa, el este de San Luis, y sudoeste de Córdoba.
Pampa ArenosaOcupa todo el este del Distrito, cubriendo sudeste de Córdoba, el noreste de La Pampa, y el noroeste de la provincia de Buenos Aires.